# Állex Leilla
Alessandra Leila Borges Gomes (Bom Jesus da Lapa, 21 de novembro de 1971), conhecida pelo nome artístico de Állex Leilla, é uma escritora brasileira.
É autora de uma obra pautada pela discussão das questões de gênero e sexualidades. Nos seus personagens, o desejo homoerótico é um desafio aos padrões sociais.

## Biografia e premiações
Esta escritora é doutora em Literatura Comparada pela Universidade Federal de Minas Gerais (UFMG), e professora na Universidade Estadual de Feira de Santana.
Seu primeiro livro, a coletânea de contos Urbanos, venceu o prêmio para autores inéditos da Braskem e Fundação Casa de Jorge Amado. Antes disto, o seu livro Chuva Secreta rendeu outras premiações para a escritora, como com o conto nele inserido, Felicidade Não Se Conta (20º Concurso de Contos Luiz Vilela, em 2010). Referente ao mesmo livro, Não Se Esqueça de Pisar Firme no Coração do Mundo é um conto nele presente que levou Állex Leilla a ser selecionada para estar integrada em Wir sind Bereit - Junge Prosa aus Brasilien, uma antologia lançada em 2013 na Feira de Frankfurt, Alemanha, cuja publicação é da editora Lettrétage.

## Publicações

### Obras próprias
- 1997 - Urbanos (Fundação Casa de Jorge Amado) - Contos
- 2000 - Obscuros (Ed. Oiti) - Contos
- 2001 - Henrique (Ed. Domínio Público) - Romance
- 2009 - O Sol que a Chuva Apagou (Ed. P55) - Romance
- 2010 - Primavera nos Ossos (Ed. Casarão do Verbo/Programa Petrobras Cultural) - Romance
- 2013 - Chuva Secreta (Ed. Casarão do Verbo) - Contos
- 2016 - Não se Vai Sozinho ao Paraíso (Ed. Mondrongo) - Romance

### Participações em antologias
- 2004 - 25 Mulheres que Estão Fazendo a Nova Literatura Brasileira (Ed. Record, org. de Luiz Ruffato)
- 2007 - 15 Cuentos Brasileros (Ed. Comunicarte, Argentina)
- 2012 - 50 Versões de Amor e Prazer (Ed. Geração Editorial)
- 2013 -  Wir sind Bereit - Junge Prosa aus Brasilien (Ed. Lettrétage, Alemanha)